# Bistum Moundou
Das Bistum Moundou (lateinisch: Dioecesis Munduensis) ist eine römisch-katholische Diözese im Tschad. Es ist der Erzdiözese N’Djamena als Suffraganbistum unterstellt.

## Geschichte
Am 17. Mai 1951 wurde die Apostolische Präfektur Moundou aus Gebietsabtretungen der Apostolischen Präfekturen Fort-Lamy und Garoua errichtet. Am 19. Februar 1959 wurde die Apostolische Präfektur zum Bistum erhoben. März 1989 verlor das Bistum einen Teil seines Gebietes, als das Bistum Doba errichtet wurde. Der nächste Gebietsverlust erfolgte November 1998, als die beiden Bistümer Goré und Lai errichtet wurden.

## Liste der Bischöfe
1. Clément Sirgue OFMCap (1952–1959)
2. Samuel Gaumain OFMCap (1959–1974)
3. Joseph Marie Régis Belzile OFMCap (1974–1985)
4. Gabriel Régis Balet OFMCap (1985–1989)
5. Matthias N’Gartéri Mayadi (1990–2003)
6. Joachim Kouraleyo Tarounga (seit 2004)